# En Hod
En Hod (hebräisch עֵין הוֹד ʿEyn Hōd, deutsch ‚Quell des Ruhms‘; auch oft in der Schreibung Ein Hod) ist ein Künstlerdorf im Norden Israels, 15 Kilometer südlich von Haifa an den Hängen des Karmelgebirges gelegen, das 1953/54 gegründet wurde. Die meisten der ursprünglichen palästinensischen Bewohner von En Hod, das vor den Vertreibungen von 1948 Ayn Hawd hieß und seit dem 12. Jahrhundert durchgehend besiedelt war, wurden in Flüchtlingslager in Jordanien und Dschenin im Westjordanland vertrieben. Eine Gruppe der palästinensischen Dorfbewohner floh in die Berge und gründeten etwa 1,5 Kilometer von ihrem alten Dorf entfernt ʿAyn Hawd al-Ǧadida, das neue ʿAyn Hawd, das lange zu den nicht anerkannten Ortschaften Israels gehörte, bevor es in den 1990er-Jahren von den israelischen Behörden legalisiert wurde.

## Dorfgeschichte bis 1948
Der Ort ʿAyn Hawd verfügt über eine ins 12. Jahrhundert zurückreichende Geschichte. Das Dorf war eines der Al-Hija-Dörfer, die von Verwandten von Emir Hussam al-Din Abu al-Hija gegründet wurden. Abu al-Hija („der Waghalsige“) war ein Kurde und Kommandant der kurdischen Streitkräfte, die in den 1180er Jahren an Sultan Saladins Eroberung des Königreichs Jerusalem teilnahmen. Er war berühmt für seine Tapferkeit und befehligte die Garnison von Akkon zur Zeit der Belagerung von Akkon (1189–1191).
Für das Jahr 1596 sind für das zum Osmanischen Reich gehörende Dorf 44 Personen und Steuerzahlungen belegt.:S. 149-151 Das Dorf war ausschließlich von Muslimen bewohnt, verfügte über eine Moschee, und seit 1888 über eine Schule für Jungen. Die Bewohner betrieben Viehzucht und Ackerbau, wobei vorherrschend der Anbau von Getreide und Oliven war. Außerdem war das Dorf für seine Johannisbrotbäume bekannt.:S. 149-151

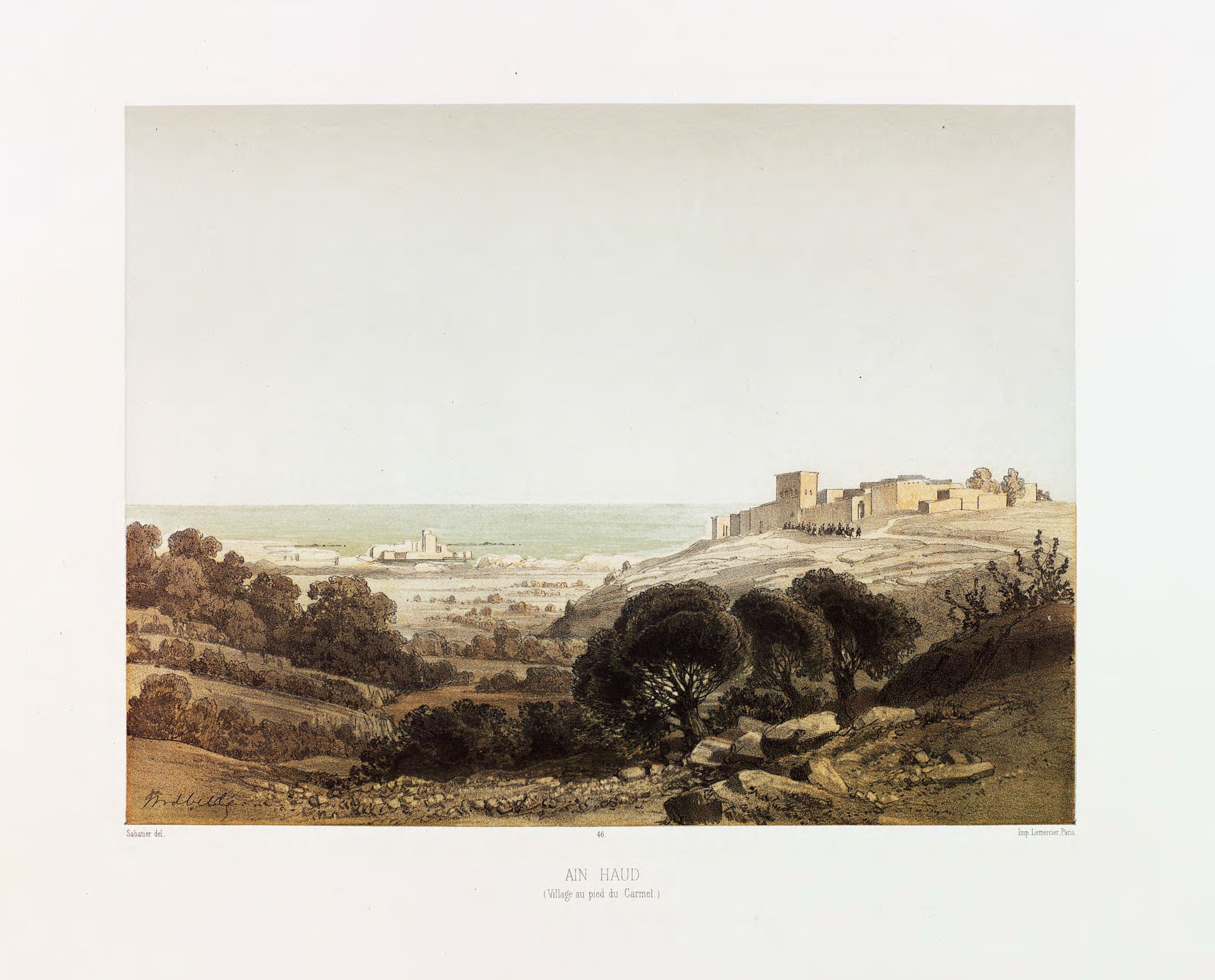
ʿAyn Hawd in den 1850er Jahren, gezeichnet von Charles van de Velde

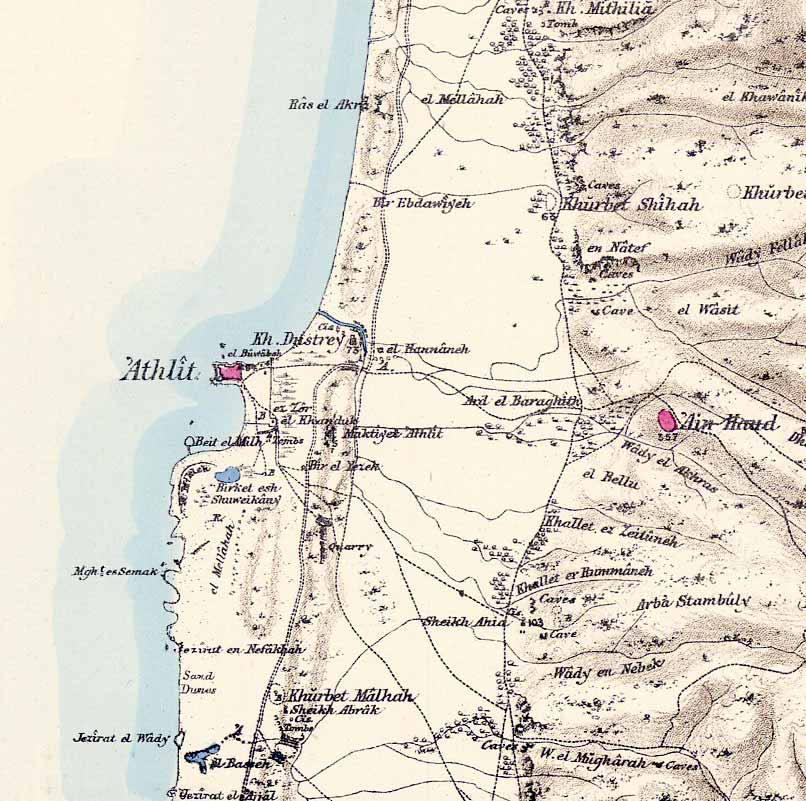
Karte von ʿAyn Hawd und Umgebung in den 1870er Jahren

1851 bereiste der niederländische Kartograph und Landschaftsmaler Charles van de Velde Palästina und besuchte dabei auch, von Atlit her kommend, ʿAyn Hawd (bei ihm ʿAin-Haud). Zur Geschichte des Dorfes brachte er eine weitere Deutung ins Spiel: Er vermutete, dass es sich bei ihm um „En-Hadda, das Erbteil von Issachar“, gehandelt haben könnte, was er aber nicht weiter ausführte. Van de Velde verbrachte einen Abend im Haus von Scheich Soleiman und erlebte die durchweg muslimischen Dorfbewohner in großer Besorgnis über ihre Einberufung zur Osmanischen Armee. Laut Scheich Soleiman hatte ein ehemaliger Sultan den Dorfbewohnern in einer Urkunde die Freistellung von der Wehrpflicht zugesagt, was nun aber nicht mehr gelten sollte.
Über die Anzahl der Bewohner von ʿAyn Hawd machte van de Velde keine Angaben, doch scheint deren Zahl bis ins 19. Jahrhundert hinein nahezu unverändert geblieben sein. Erst gegen Ende des 19. Jahrhunderts stieg sie nach einer um 1887 erstellten Bevölkerungsstatistik auf 195 Einwohnern an und wuchs im 20. Jahrhundert kontinuierlich weiter: auf 350 Bewohner im Jahre 1922; 459 im Jahre 1931, 650 im Jahre 1945 und schließlich auf 754 im Jahre 1948, die in 133 Häusern lebten.
Seit dem Abend des 11. April 1948 waren ʿAyn Hawd und das Nachbardorf ʿAyn Ġazal Ziel israelischer Angriffe. Zu einer ersten Erstürmung durch die israelischer Armee kam es Ende Mai 1948, nachdem sich Dorfbewohner an bewaffneten Angriffen auf jüdische Fahrzeuge auf der Landesstraße Haifa-Tel Aviv beteiligt hatten. Die Armee zogen sich jedoch wieder zurück, und das Dorf konnte dann erneut von arabischen Milizionären und Zivilisten besetzt werden.:S. 438 Im Juli leiteten die Armee das Ende des Kleinen Dreiecks, gebildet von den Dörfern Kafr Lam, Sarafand, ʿAyn Hawd und al-Mazar, ein. Sie griffen vom 17. bis 19. Juli die halbverlassenen Dörfer an und besetzten sie erneut. Ihre Räumung sollte das einzige Hindernis beseitigen, das den israelischen Verkehr auf der unterhalb liegenden, 1937 eröffneten Küstenstraße (כְּבִישׁ אַרְצִי יָשָׁן Kvīsch Arzī Jaschan, deutsch ‚Alte Landesstraße‘, klassifiziert als Haupt-Landesstraße כְּבִישׁ אַרְצִי רָאשִׁי 4 Kvīsch Arzī Roschī ) blockierte.:S. 438
Nach dem israelischen Historiker Benny Morris hatten die Bewohner der kleinen Ortschaften in den Wochen zuvor immer wieder geschwankt zwischen dem Durchhaltewillen bis zu einem arabischen Sieg über die IDF und einem auf eine gewisse De-facto-Koexistenz zielenden Friedenswillen. Und obwohl auch die Israelis der Meinung waren, dass diese Dörfer keine wirkliche militärische Gefahr darstellen würden, wurde ʿAyn Hawd und den anderen Dörfern am 17. Juli 1948 das Ultimatum gestellt: sich zu ergeben oder die Dörfer zu räumen. Da die Bewohner sich weigerten, wurden die „Dörfer in den folgenden Tagen immer wieder beschossen und bombardiert. Viele Einwohner starben und die Moral war Berichten zufolge ‚niedrig‘.“ Am 24. Juli starteten die israelische Armee abermals eine Operation gegen die Dörfer des Kleinen Dreiecks. Sie setzten Jagdbomber, Infanterie und leichte Artillerie ein und erreichten am Morgen des 26. Juli ihr Ziel. Es gab zahlreiche Tote und Gefangene, auch unter den in den Dörfern verbliebenen Milizionären, von denen sich aber die meisten in östlichere Gebiete absetzen konnten.:S. 439
Obwohl ʿAyn Hawd eines der Dörfer im Kleinen Dreieck war, gibt es bei Morris keine Hinweise darauf, inwieweit die Bewohner von ʿAyn Hawd das Schicksal ihrer Nachbarn, deren Häuser gesprengt und sie selber in Flüchtlingslager im Westjordanland und in Transjordanien, vor allem in das Flüchtlingslager Dschenin, vertrieben worden waren, teilen mussten. In einem späteren Artikel hieß es, die Bewohner von ʿAyn Hawd seien in die Nähe von Haifa geflohen. Nachdem die Feindseligkeiten beendet waren, wäre ihnen aber nicht erlaubt worden, nach Hause zurückzukehren, weshalb die meisten ins Ausland gegangen wären, womit vermutlich die an Israel angrenzenden Länder und die dortigen Flüchtlingslager gemeint waren. Die Zahl der Vertriebenen schwankt zwischen 650 und 950 Menschen. Eine Gruppe aber widersetzte sich der Vertreibung und floh in die Berge und begann etwa 1,5 Kilometer von dem im Gegensatz zu den anderen Dörfern von den Israelis nicht zerstörten ʿAyn Hawd entfernt den Aufbau eines neuen arabischen Dorfes – illegal, obwohl auf ehemals dem Dorf gehörendem Gelände.
Das alte ʿAyn Hawd ist Heimat der fiktiven palästinensischen Familie, die im Roman Während die Welt schlief von Susan Abulhawa zentrale Rolle einnimmt. Im ersten Teil des Buches, Al Nakba – Das Unglück beschreibt die Autorin das Schicksal des Dorfes bis zur Vertreibung seiner Bewohner im Jahre 1948. 
ʿAyn Hawd war eines der 418 palästinensischen Dörfer, die im Palästinakrieg von 1948 zerstört und/oder entvölkert wurden:S. XXXI, und es steht mit seiner Geschichte auch für das, was Benny Morris The Birth of the Palestinian Refugee Problem bezeichnete. Durch die Israelische Siedlungspolitik in den Jahrzehnten nach dem Sechstagekrieg ist jenes bis heute ungelöst und sorgt für anhaltende Spannungen im israelisch-palästinensischen Verhältnis.

## Von ʿAyn Hawd zum Künstlerdorf En Hod

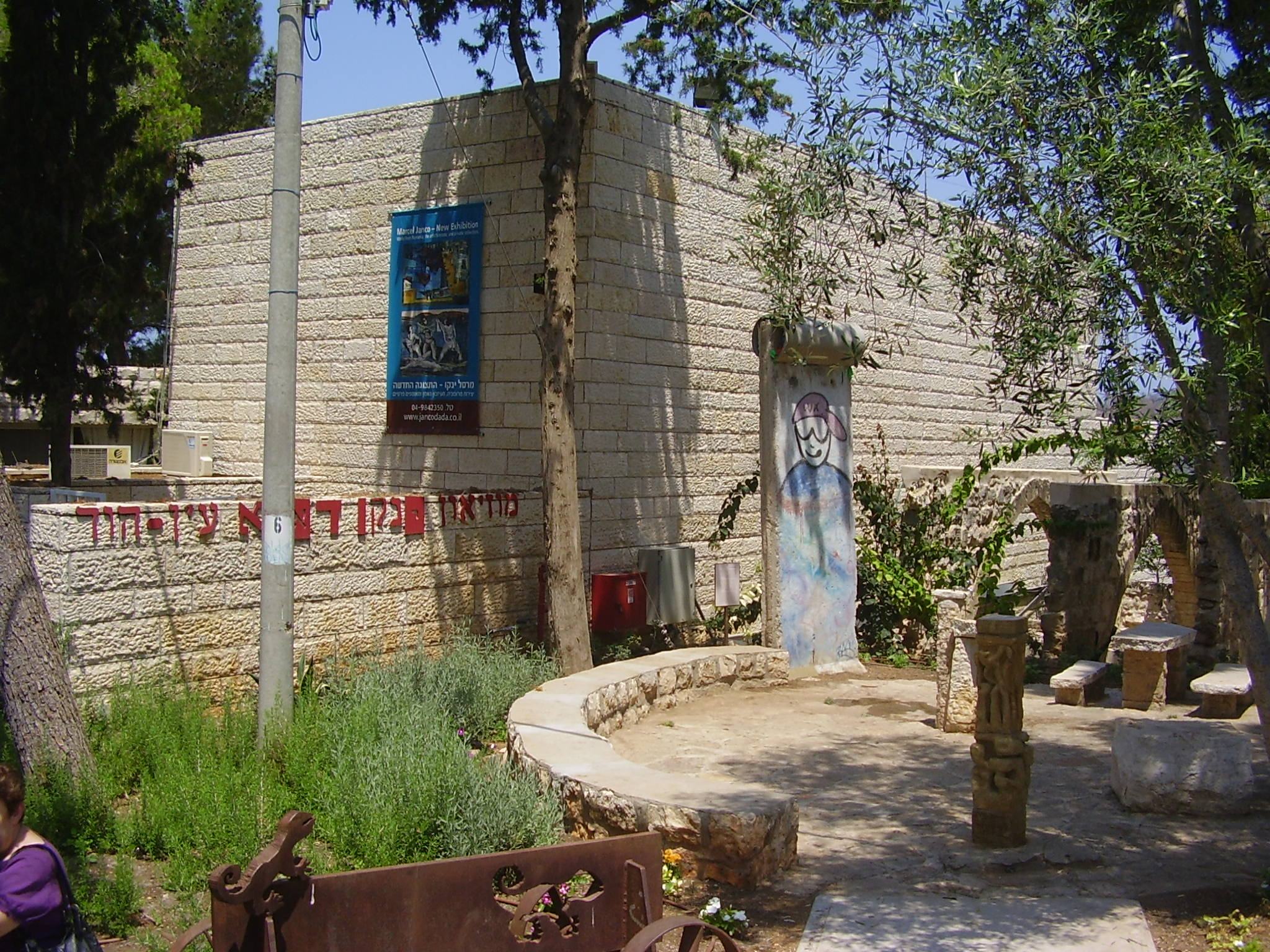
Das Janco-Dada-Museum

Nach der Vertreibung der palästinensischen Bewohner begann im Juli 1949 die Neubesiedlung durch jüdische Einwanderer aus Tunesien und Algerien, die hier einen Moschav gründen sollten. Die Gruppe der Neusiedler bestand aus 70 Familien und wuchs bis Oktober 1949 auf 92 Familien an. Jede Familie erhielt einen Zuschuss für die Reparatur ihrer neu bezogenen Heime sowie für die Gründung einer kleinen Farm, zwei Kühe und ein Grundstück für den Anbau von Feldfrüchten.
Der Moschav existierte in ʿAyn Hawd jedoch nur kurze Zeit, da die Moschav-Bewegung der Meinung war, dass die Form des arabischen Dorfes nicht geeignet sei für die von ihr angestrebte Siedlungsform. Es folgte eine Umsiedlung in die Ebene zwischen dem Karmelgebirge und dem Mittelmeer, sechs Kilometer südlich von ʿAyn Hawd. Hier entstand ein neuer und bis heute bestehender Moschav, der den Namen Tsrufa erhielt. (Lage) Die Gründung von Tsrufa erfolgte auf dem Land des ehemaligen palästinensischen Dorfes Jaba, dessen Bevölkerung bei den gleichen Kampfhandlungen vertrieben worden war wie die Bewohner ʿAyn Hawd's.:S. 165-166
Nach dem Wegzug der tunesischen und algerischen Siedler wurde 1950 auf einem Teil des alten Dorfgeländes der Kibbuz Nir Etzion gegründet.:S. 151 (Lage) Die neuen Bewohner waren jüdische Flüchtlinge aus Kfar ʿEtzion und weiteren Siedlungen des sogenannten Gusch Etzion.
Die Häuser von ʿAyn Hawd standen derweil leer, und es drohte ihnen – ähnlich den Nachbardörfern ʿAyn Ghazal und Jaba – der Abriss.:S. 438 ff. 1953 überzeugte der rumänisch-israelische Künstler Marcel Janco die Armee, Ein Hod nicht dem Erdboden gleichzumachen, wie sie es mit den zahlreichen nahegelegenen palästinensischen Städten getan hatte, die sie fünf Jahre zuvor ethnisch gesäubert hatte. Er hatte der bereits eine erfolgreiche Kampagne gegen die Zerstörung der Häuser von Alt-Jaffa geführt. Er schlug die Gründung einer Künstlerkolonie vor, um den Tourismus anzukurbeln und zur zionistischen Kultur beizutragen. Heute sind die rustikalen Steinhäuser, die einst Palästinensern gehörten, malerische Künstlerateliers, während die Dorfmoschee in eine luftige Bar namens Bonanza umgewandelt wurde.:S. 39 1983 wurde das „Janco-Dada-Museum“ mit dem Schwerpunkt auf Dadaismus gegründet.
Die ebenfalls zum Dorf gehörende Central Artists Gallery, gehört zu den größten Galerien in Israel. Die Galerie versteht sich als Teil der künstlerischen Aktivitäten im Dorf.
En Hod hat Stand 2018 632 Einwohner. Laut Statistik sind 596 von ihnen Juden und 2 Araber.
Um die Ruinen palästinensischer Dörfer zu bedecken, pflanzte der Jüdische Nationalfonds (JNF) strategisch an den Standorten europäische Kiefern. Ilan Pappe zeichnete diese Entwicklungen, die Teil des „Memorizid“ (Auslöschung der Erinnerung) in dem Buch „Die ethnische Säuberung Palästinas“ ausführlich nach. Die Praxis, die David Ben Gurion und andere prominente Zionisten als „Landrückgewinnung“ bezeichneten, war in Wirklichkeit die ultimative Form des Greenwashing. Es entstand eine seltsame alpine Landschaft in Nordisrael, die der der Schweizer Alpen so sehr ähnelte, dass es den Spitznamen „Kleine Schweiz“ erhielt. Die nicht einheimischen Bäume des JNF waren aber schlecht an die Umweltbedingungen angepasst, die Kiefernnadeln beeinträchtigten einheimische Flora und Fauna und verwüstete das Ökosystem. Als Ende 2010 im Carmel-Nationalpark der schlimmste Waldbrand in der israelischen Geschichte wütete, waren vor allem die vom JNF gepflanzten Parks aus leicht brennbaren Kiefern betroffen, die in der trockenen Hitze wie Zunder verbrannten. So musste das Museum aufgrund der schweren Waldbrände im Karmelgebirge, bei denen einige Häuser des Ortes in Flammen aufgingen, evakuiert werden.

### Bekannte Künstler
Die große künstlerisch-kulturelle Bedeutung ʿEin Hods kommt auch darin zum Ausdruck, dass bisher zehn seiner Einwohner mit dem Israel-Preis ausgezeichnet worden sind:
- Zahara Schatz (1955)
- Marcel Janco selbst (1967)
- Gertrud Kraus (1968)
- Schimʿon Halkin (1975)
- Chaim Chefer (1983)
- Natan Zach (1995)
- Aryeh Navon (1996)
- Michael Gross (2000)
- Gavri Banai (2000)
- Gila Almagor (2004)

Ein weiterer bekannter Bewohner war Arik Brauer.

## ʿAyn Hawd al-Ǧadida: Das neue ʿAyn Hawd
Wie viele Bewohner aus ʿAyn Hawd sich der Vertreibung widersetzt hatten und sich in der Nähe niederließen, ist nicht genau bekannt. Rachel Leah Jones spricht von etwa 150:S. 39, Meron Benvenisti von einem Dutzend.

„Obwohl das Dutzend verbliebener Mitglieder der Familie Abu al-Hija, die in der Nähe von ʿAyn Hawd geblieben waren, die israelische Staatsbürgerschaft erhielten, blieben sie nach dem Gesetz "Abwesende", da sie ihre Häuser verlassen hatten (auch wenn sie weniger als eine Meile entfernt waren). Auch ihr Besitz des Hügels, auf dem sie Zuflucht gefunden hatten, wurde von den Behörden nicht anerkannt. Die Bemühungen, sie auf legalem Wege zu enteignen oder ihnen das Leben schwer zu machen, in der Hoffnung, dass sie gehen würden, blieben jedoch erfolglos, und die Zahl der Einwohner des kleinen Dorfes wuchs stetig.“

Nach Benvenisti war die Siedlung – ʿAyn Hawd al-Ǧadida, „das neue ʿAyn Hawd“ (Lage) – in den 1950er Jahren zu einem richtigen Dorf geworden – zu einem Dorf allerdings, das von den israelischen Behörden nicht anerkannt und nicht mit grundlegenden Dienstleistungen (Wasser, Strom, Gesundheitsversorgung, Müllabfuhr, Schulen) versorgt wurde und dem man die Erweiterung seines Wohngebiets verbot. Auch der Bau einer Zufahrtsstraße wurde mit der Begründung versagt, diese würde die Landschaft verschandeln und den Wald zerstören. Der Hintergrund war, dass der Jüdische Nationalfonds 1964 begonnen hatte, das Land um das Dorf aufzuforsten, während ʿAyn Hawd nach israelischem Recht ein nicht anerkanntes Dorf war, dessen Häuser zum Abriss freigegeben waren.:S. 39-40 Die Aufforstung wurde in den 1970er Jahren Teil des Carmel National Park, was für die Bewohner von ʿAyn Hawd mit weiteren Restriktionen verbunden war.:S. 45
Bereits 1978 war in ʿAyn Hawd ein lokales Komitee gegründet worden, um Druck auf die Regierung für eine Verbesserung der Lebensbedingungen im Dorf auszuüben. Offenbar war dem kein Erfolg beschieden, denn 1986 beschlossen die Dorfbewohner eine Intensivierung ihres Kampfes gründeten ein Aktionskomitee, in dem auch einige jüdische Israelis Mitglieder wurde. Vor allem die Öffentlichkeitsarbeit wurde intensiviert, und im darauf folgenden Jahr fand auf dem Karmel eine Demonstration statt, an der mehr als 600 Menschen teilnahmen und eine Verbesserung der Grundversorgung des Dorfes forderten.

„Zwei Wochen später ließ die Regierung sieben Häuser in ʿAyn Hawd abreißen. Dies war ihre Antwort auf unsere Forderungen nach unseren Rechten. Das war die Art von Druck, die gegen uns ausgeübt wurde.“

Erstmals zu dieser Zeit erfuhren die Bewohner von ʿAyn Hawd auch davon, dass sie nicht das einzige nicht anerkannte Dorf in Israel waren und nahmen Kontakt zu diesen Dörfern und zu arabischen Unterstützern auf. In der Folge davon wurde im Dezember 1988 in ʿAyn Hawd die Nichtregierungsorganisation The Association of Forty gegründet, die Vereinigung der in Israel nicht anerkannten arabischen Dörfer. Die Organisation setzte sich für mehr soziale Gerechtigkeit für die arabische Bevölkerung in Israel ein und für die Legalisierung der nicht anerkannten arabischen Dörfer. Die damalige Situation wurde so beschrieben:

„Heute sind etwa 100.000 Menschen enteignet oder ihnen wird jegliche Grundversorgung wie fließendes Wasser, Elektrizität, angemessene Bildungs- und Gesundheitsdienste und Zugangsstraßen verweigert – was eine grobe Verletzung der Menschenrechte darstellt und den Werten eines modernen und demokratischen Staates widerspricht.“

Der Name der Organisation hatte eine symbolische Bedeutung, die auf das arabische Trauma Bezug nahm.

„Wir nannten sie die "Association of Forty", weil wir sie 1988, also vierzig Jahre nach der Nakba, eingetragen haben. Das war einer der Gründe, warum wir sie so nannten, obwohl der offizielle Grund war, dass vierzig Jahre seit der Allgemeinen Erklärung der Menschenrechte vergangen waren. Einige Leute dachten, wir hätten den Namen "Association of Forty" in Anlehnung an vierzig nicht anerkannte Dörfer gewählt, aber das stimmt nicht, denn es gibt weit mehr als vierzig Dörfer, die nicht anerkannt sind.“

Ebenfalls 1988 war das Dorf im Oktober nach einem Waldbrand beinahe vernichtet worden. Eine provisorisch verlegte Löschwasserleitung war gekappt worden, um mehr Wasser für die Löscharbeiten in den ebenfalls bedrohten israelischen Siedlungen zur Verfügung zu haben. Als in Folge dieses Waldbrandes ʿAyn Hawd plötzlich sichtbar geworden war, beschwerten sich die Bewohner der nahegelegenen israelischen Siedlungen über dessen Ausdehnung und erklärten es zu einem Umweltproblem, weil es dort kein Müll- und Abwassersystem gäbe – Infrastruktureinrichtungen die ʿAyn Hawd aber von den Behörden verweigert wurden.:S. 40-41

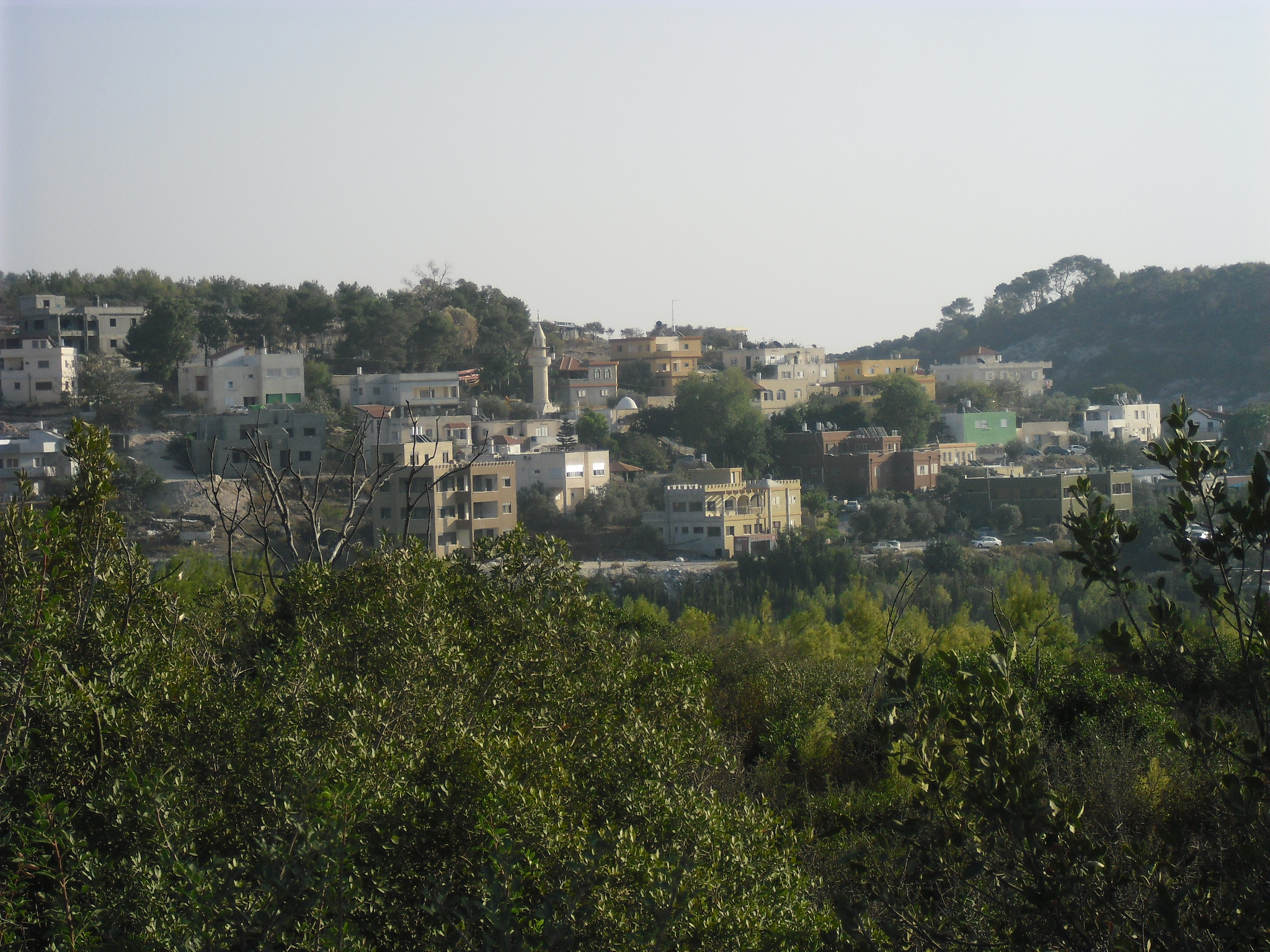
Blick auf das neue ʿAyn Hawd (2010)

1992 wurde ʿAyn Hawd vom israelischen Innenministerium und 1994 von der Regierung Rabin offiziell anerkannt. Wie wenig sich dadurch für das Dorf wirklich änderte, geht aus Jones' Blick auf die Situation um das Jahr 2000 hervor.

„Obwohl es […] offiziell anerkannt wurde, hat sich in dem provisorischen Dorf in den letzten neun Jahren wenig verändert, und es erhält noch immer keine staatlichen Dienstleistungen wie Wasser, Strom, Abwasser, eine Krankenstation, eine Zufahrtsstraße oder Baugenehmigungen. Die Bewohner messen das Verstreichen der Zeit anhand der verschiedenen markanten Ereignisse, die ihr kollektives Bewusstsein geprägt haben: "der erste Abrissbefehl", "der zweite Abrissbefehl", "die erste Anerkennung", "die zweite Anerkennung" und so weiter.“

Im August 2007, zwei Jahre nachdem das Dorf endgültig seine volle Anerkennung erhalten hatte, konnte dann The New Humanitarian melden: „Ein Flüchtlingsdorf sieht Licht am Ende des Tunnels.“ Der zuvor schon zitierte Al-Hayja (auch: al-Hija), dessen Großvater zur Gründergeneration von ʿAyn Hawd al-Ǧadida gehörte, konnte verkünden, dass sich für ʿAyn Hawd die fast sechzigjährige Geschichte ohne Stromanschluss ihrem Ende zuneigt. Zudem Zeitpunkt war er allerdings noch der Einzige der 250 Dorfbewohner, der über einen eigenen Stromanschluss verfügte. Alle Anderen waren weiterhin auf benzinbetriebene Generatoren oder Sonnenkollektoren für ihre Stromversorgung angewiesen.
Im Januar 2009 konnten das israelische Medien darüber berichten, dass der Anschluss an das Stromnetz abgeschlossen sei und sich gerade eine weitere Verbesserung der dörflichen Infrastruktur anbahne: die bislang unbefestigte Zufahrt zum Dorf werde mit einer Teerdecke versehen. So sehr Dorfvorsitzender al-Hija diesen Fortschritt behgrüßte: eine Klinik, eine Schule und einen richtigen Kindergarten gab es weiterhin nicht; die Kanalisation wurde von den Bewohnern selbst installiert, das Abwasser fließt in das nahe gelegene Wadi und Telefonieren war auch weiterhin nur eingeschränkt möglich, da es keinen Anschluss an das öffentliche Netz der Bezeq gab. Al-Hijas sah die Gründe hierfür darin, dass ʿAyn Hawd eine arabische Siedlung. Seiner Meinung nach wären all diese Probleme längst gelöst, wenn das Dorf eine jüdische Siedlung wäre.
ʿEin Houd hat Stand 2018 304 Einwohner. Laut Statistik werden sie alle als Araber bezeichnet.

## Film
Im Jahr 2002 Produzierte die amerikanisch-israelische Filmemacherin Rachel Leah Jones den Dokumentarfilm 500 Dunam on the Moon, der die Geschichtevon ʿAyn Hawd/ʿEin Houd erzählt. Der Film wurde auf internationalen Filmfestivals gezeigt, gewann einen Festival-Preis für den besten Dokumentarfilm und wurde vom Fernsehsender France 2 ausgestrahlt.